# 卡萨罗
卡萨罗（義大利語：Cassaro），是意大利锡拉库萨省的一个市镇。总面积19.38平方公里，人口823人，人口密度42.5人/平方公里（2009年）。ISTAT代码为089007。